# Gerechtigkeitsbrunnen (Bern)

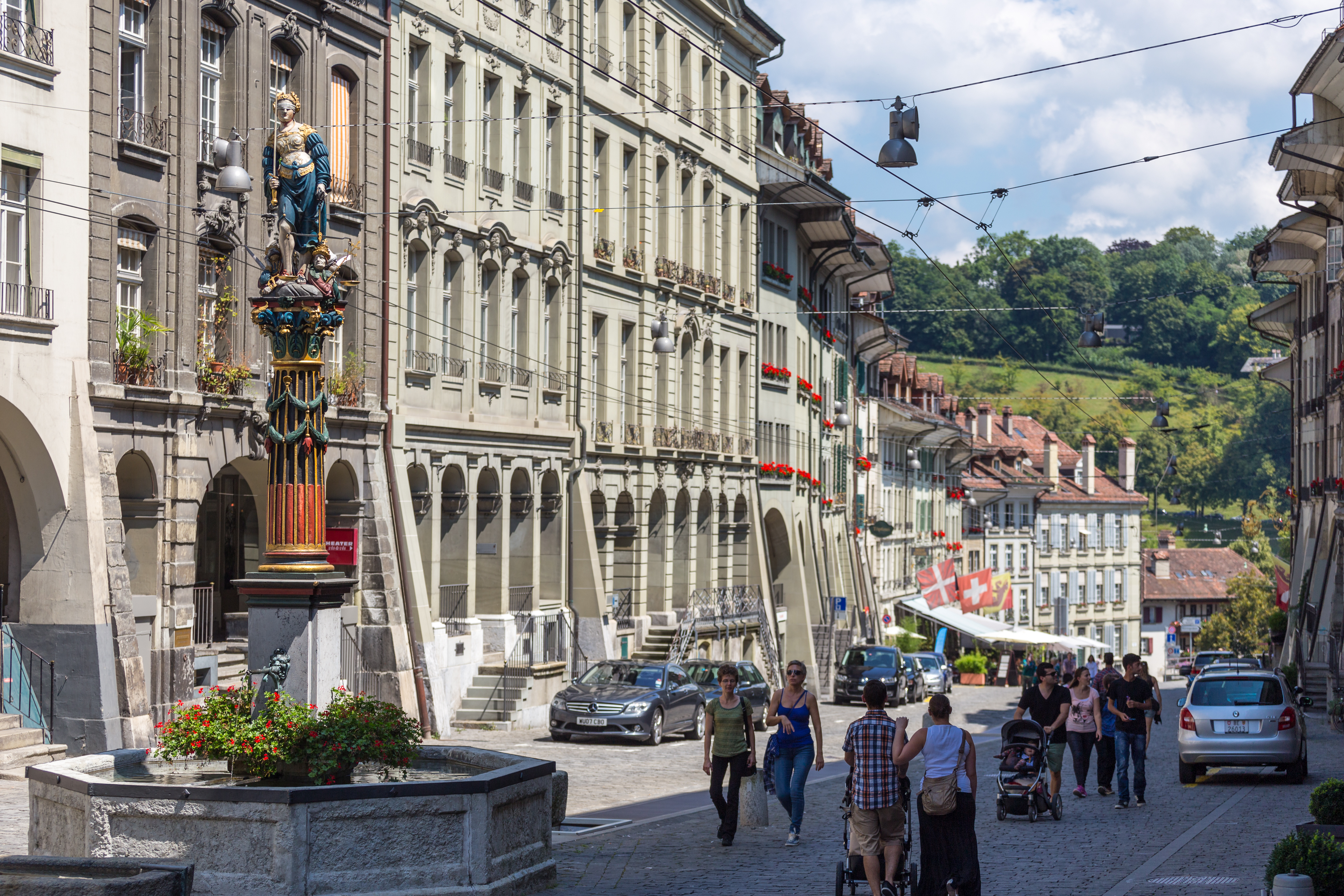
Gerechtigkeitsbrunnen in der Gerechtigkeitsgasse

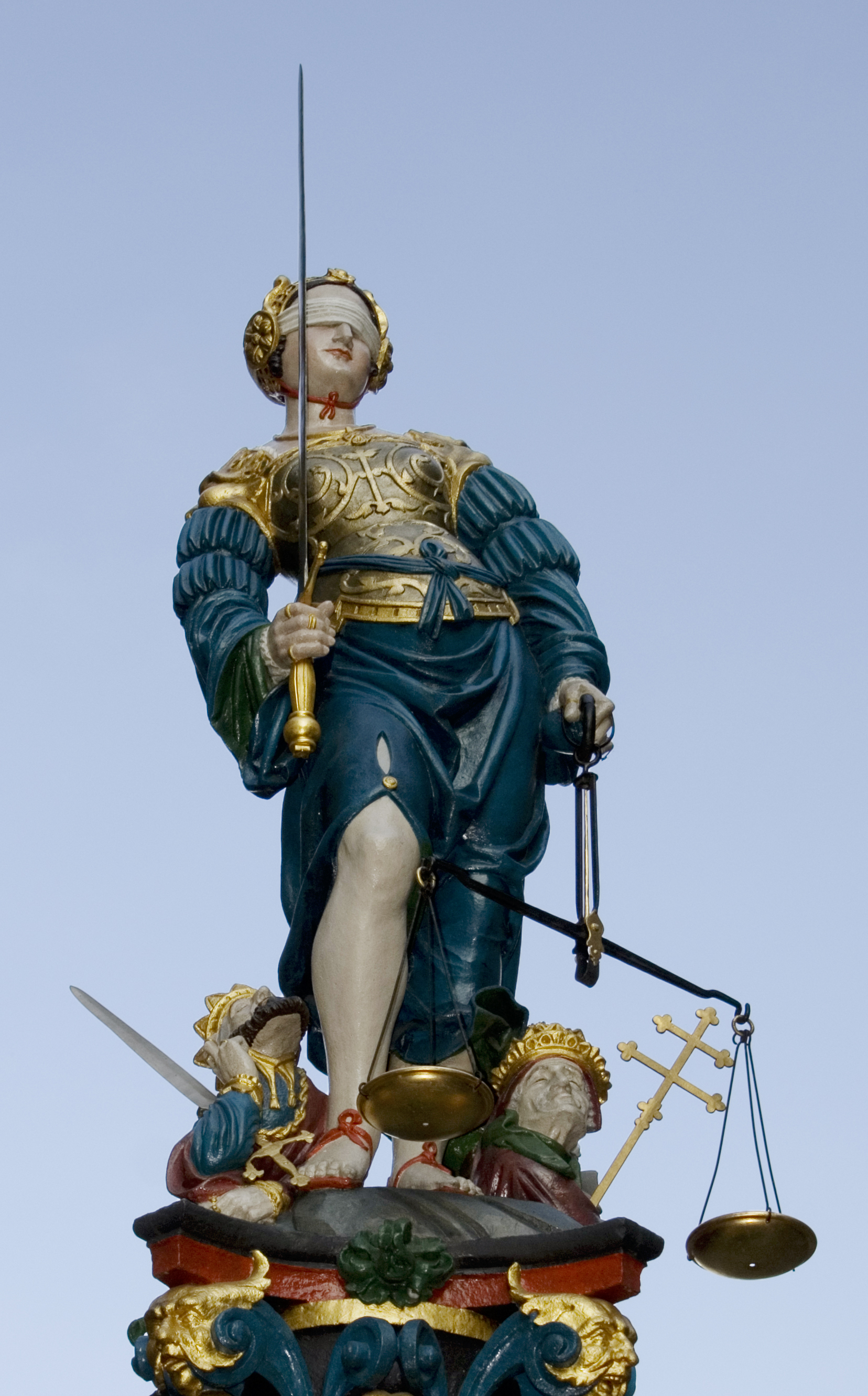
Die Brunnenfigur: Justitia mit Schwert, Waage und Augenbinde (Bild 2006)

Der Gerechtigkeitsbrunnen in Bern steht in der Gerechtigkeitsgasse der Stadt und gehört zu den Berner Altstadtbrunnen aus dem 16. Jahrhundert.

## Geschichte

Originalstatue (Bild ca. 1905)

Die Brunnenfigur ist eine Statue der Justitia mit verbundenen Augen (und Diadem), die mit der rechten Hand das Richtschwert erhebt und in der linken Hand die Waage (bei schrägem Waagbalken) trägt. Ihr zu Füssen sind ein Papst, ein Kaiser, ein Sultan und ein Schultheiss angeordnet. 1543 wurde der achteckige Brunnen aus Kalkstein von Hans Gieng geschaffen.
Die Symbolfigur der Gerechtigkeit wurde wiederholt zum Opfer von Vandalismus. Waage und Schwert verschwanden 1798 und wurden erst im Oktober 1845 ersetzt.
Am 13. Oktober 1986 wurde die Statue vom Sockel gestürzt und dabei schwer beschädigt. Allgemein wird diese Tat der jurassischen Separatistenorganisiation Béliers zugeschrieben, doch diese bekannten sich nie dazu und die Polizei konnte auch nie eine direkte Verbindung nachweisen. Aufgrund der Untersuchung von Alexander Tschäppät wurde schliesslich der Aktivist Pascal Hêche verhaftet und verurteilt, der aus eigenem Antrieb gehandelt hatte; er war auch der Auslöser der Hêche-Affäre.
Das Teile der Originalstatue wurden von Urs Bridevaux mit Araldit zusammengeklebt und ergänzt. Das Original findet sich seither im Historischen Museum. Der Bildhauer erstellte eine Kopie für den Brunnen. Diese wurde 2018 renoviert.

## Trinkwasser
Das Trinkwassernetz von Energie Wasser Bern (ewb) versorgt den Brunnen mit Trinkwasser, dessen Qualität regelmässig überprüft wird.
Der Brunnen steht zwischen den Häusern Gerechtigkeitsgasse Nr. 39 und Nr. 50. Justitia ist nach Westen gewandt.